# Jean Deretti
Jean Alexandre Deretti (Jaraguá do Sul, 1º maggio 1993) è un ex calciatore brasiliano, di ruolo centrocampista.

## Palmarès

### Club

#### Competizioni nazionali
- Campeonato Brasileiro Série B: 1

Joinville: 2014